# 内村&さまぁ〜ずの初出しトークバラエティ 笑いダネ
『内村&さまぁ〜ずの初出しトークバラエティ 笑いダネ』（うちむら&さまぁ〜ずのはつだしトークバラエティ わらいダネ）は、日本テレビで2018年8月5日からここ最近は主に1月3日の23:00 - 0:25に不定期で放送されているトークバラエティ番組である。内村光良（ウッチャンナンチャン）とさまぁ〜ずの冠番組。

## 概要
内村光良とさまぁ〜ずがMCを務め、ゲストたちが温存してきた“テレビ初出しエピソード”を語るトークバラエティ。初出しトークする時は、「初出しなんですけど」って言ってトークするのが恒例となっている。
第8回以降は芸人以外も出演する。

## 出演者
- 内村光良（ウッチャンナンチャン）
- さまぁ〜ず（三村マサカズ[注 1]・大竹一樹）

## 放送リスト
| 回数 | 放送日                    | 放送時間       | ゲスト | 備考                                                                                               |
| ---- | ------------------------- | -------------- | --- | -------------------------------------------------------------------------------------------------- |
| 1    | 2018年 08月05日（日曜日） | 13:15 - 14:15  | タカアンドトシ千原ジュニア、小峠英二（バイきんぐ） | サンバリュ枠で放送。                                                                               |
| 2    | 2019年 03月17日（日曜日） | 22:30 - 23:25  | ココリコ霜降り明星、ハナコ | 初の全国ネットで放送。                                                                             |
| 3    | 2020年 01月01日（水曜日） | 23:15 - 翌0:39 | アンタッチャブルオードリーかが屋、宮下草薙 | 全国ネットで放送。                                                                                 |
| 4    | 2020年 06月21日（日曜日） | 21:00 - 22:24  | サンドウィッチマン出川哲朗&中岡創一（ロッチ）ミルクボーイ&四千頭身                                                                                          | 全国ネットで放送。 通常時は『行列のできる法律相談所』・『おしゃれイズム』。                        |
| 5    | 2021年 01月01日（金曜日） | 23:00 - 翌0:25 | 宮川大輔&ケンドーコバヤシアンガールズ&堀内健（ネプチューン）ぺこぱ&ティモンディ                                                                             | 全国ネットで放送。                                                                                 |
| 6    | 2021年 06月08日（火曜日） | 21:00 - 22:54  | 田村淳&品川庄司ニューヨーク&ダイアン&土佐兄弟ナイツカンニング竹山&いとうあさこ                                                                              | 全国ネットで放送。初の2時間スペシャル。 通常時は『ザ!世界仰天ニュース』・『幸せ!ボンビーガール』。 |
| 7    | 2022年 01月03日（月曜日） | 22:00 - 23:30  | 今田耕司バカリズム&小峠英二オダウエダ&Aマッソ蛙亭&ザ・マミィ&アルコ&ピース&ヒコロヒー狩野英孝                                                               | 全国ネットで放送。                                                                                 |
| 8    | 2023年 01月03日（火曜日） | 23:00 - 翌0:25 | 髙地優吾&森本慎太郎&田中樹（SixTONES）小林由依&田村保乃&松田里奈&山﨑天&武元唯衣（櫻坂46）&土田晃之ウエストランド&お見送り芸人しんいち&ビスケットブラザーズ | 全国ネットで放送。                                                                                 |
| 9    | 2024年 01月03日（水曜日） | 23:00 - 翌0:25 | 香取慎吾&キャイ～ン岩本蓮加&梅澤美波&賀喜遥香&弓木奈於&与田祐希（乃木坂46）&イジリー岡田コットン&さらば青春の光&モグライダー                                | 全国ネットで放送。                                                                                 |

## スタッフ
- ナレーション：佐藤政道（第4回-）
- 構成：栗坂祐輝（第1回-）
- TM：木村博靖（第9回）
- SW：渡辺滋雄（第2,7回-）
- CAM/VE：森亮介（第9回）
- MIX：伊藤義典（第8回-）、小原正広（第3,4,7,9回）
- LD(第9回)：井口弘一郎、高見澤楓（共に第9回）
- 美術：茂木大樹（第9回）、熊崎真知子（第9回、第1-8回はデザイン）
- デザイン：山根茉子（第9回）
- メイク(第3回-)：柴田茜（第4,7,9回）
- 編集：松沢章（第1回-）
- MA：井坂拓人（第9回）
- 音効：保苅智子（第1-4,6回-）
- TK：山沢啓子（第1回-）
- 制作デスク：高桑繭子（第1回-）
- 協力：ヌーベルアージュ（第1,9回）、日テレアート、NiTRO（共に第1回-）
- ディレクター：関谷司、吉野裕二（共に第1回-）、小山薫（第2回-、第1回はAD）、藤本晃輔（第6回-、第2-5回はAD）/ 石井玲（第8回-、第6回はAD）、杉本蒼（第7回-、第6回はAD）、松下凌也、谷本遼太（共に第9回）
- 演出：工藤浩之、小林剛（共に第1回-）
- プロデューサー：末延靖章（第3,4,9回）、志水大介（第1回-）/ 田村奈津季（第7回-、第2-6回はAP）、内海阿や（第7回-、第4-6回はAP）
- CP[注 2]：新井秀和（第8回-）
- 制作協力：K-max（第1回-）
- 製作著作：日本テレビ

### 過去のスタッフ
- ナレーション：藤井恒久（当時日本テレビアナウンサー、第1-3回）
- TM：望月達史（第1-8回）
- SW：福田伸一郎（第1,3-5回）、中村哲也（第6,7回）
- CAM：大庭茂嗣（第1,3-6回）、横田将宏（第2回）、西阪康史、矢作陽一（共に第7回）、伊藤孝浩（第8回）
- MIX：辻直哉（第2回）、滝口祐造（第5回-）
- AUD：依田真和（第1回）、藤原靖久（第2回）
- VE：鈴木昭博、仲野貴信（共に第1回）、三崎美貴（第2回）、佐久間治雄（第3,8回）、片山雄斗（第4回）、向山江梨佳（第5,6回）、池田祐一郎、橋詰聖仁（共に第7回）
- 照明：下平好実（第7回）、千葉雄（第7,8回）
- 美術：牧野沙和（第1,6,7回）、栗原和也（第2-5回）、木村武史（第8回）
- デザイン：山本莉子（第5,7回）
- メイク(第3回-)：畠山紗矢香（第3,5,6回）、橋本美里（第7,8回）
- MA：志村武浩（第1-3,5-8回）、直江泰輔（第4回）
- タイトル：twotwotwo（第2回-）
- 音効：鶴巻香奈（第1-4回）、岡田淳一（第5回）
- 協力：サウンドエッグノッグ、HiKOKI、ヤマト自動車、CAPTAIN STAG（共に第1回）、ヌーベルバーグ（第2-8回）、ミジェット（第4回）
- AD：兼子航、近藤旭（共に第1回）、大谷麻奈（第2回）、高橋由佳（第3,4回）、田中俊、毛塚峰羽（共に第6回）
- AP：寄元沙織（第1回）
- ディレクター：井上尚也（第1回）、渡邉宏佳（第8回）
- プロデューサー：鈴木淳一（第1,2回）、福田一寛（第5-8回）
- チーフプロデューサー：東井文太（第1,2回）、横田崇（第3,4回）、土屋拓（第5-7回）